# Jonas Folger

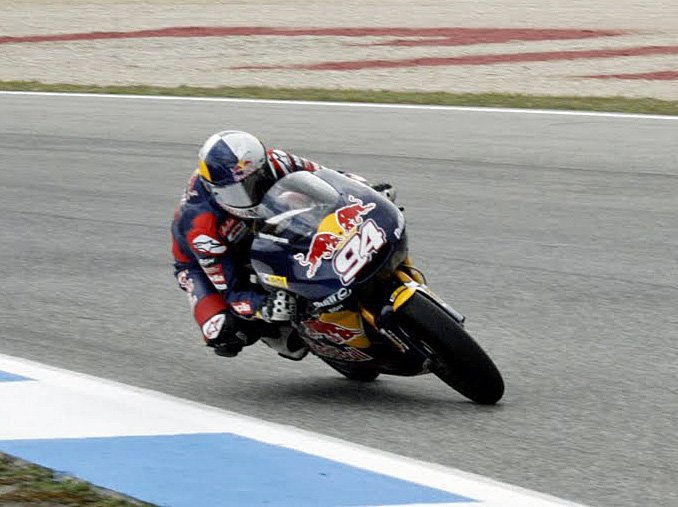
Jonas Folger op het Autódromo do Estoril in 2011.

Jonas Folger (Mühldorf am Inn, 13 augustus 1993) is een Duits motorcoureur.
Folger maakte in 2008 op een KTM zijn debuut in de 125cc-klasse van het wereldkampioenschap wegrace met een wildcard voor de Grands Prix van Tsjechië, San Marino en Maleisië. Tevens verving hij Randy Krummenacher tijdens de Grands Prix van Indianapolis en Japan en verving hij Marc Márquez in de Grand Prix van Valencia. In 2009 maakte hij zijn fulltime debuut op een Aprilia en behaalde in de Grand Prix van Frankrijk zijn eerste podiumplaats. In 2011 won hij in Groot-Brittannië zijn eerste Grand Prix. In 2012 werd de naam van de 125cc veranderd in Moto3 en stapte Folger over naar een Ioda. Nadat hij in de eerste negen races slechts eenmaal aan de finish kwam, stapte hij over naar een Kalex KTM, waar hij de Grand Prix van Tsjechië won. In 2013 reed hij ook op een Kalex KTM en behaalde hij zijn beste kampioenschapspositie met een vijfde plaats. In 2014 stapte hij over naar de Moto2-klasse, waar hij op een Kalex reed. In 2015 won hij de eerste Grand Prix in Qatar alsmede de vierde Grand Prix in Spanje.

## Statistieken

### Grand Prix

#### Per seizoen
| Seizoen | Klasse | Motor     | Team                        | Races | Winst | Podiums | Poles | SR | Ptn  | Pos |
| ------- | ------ | --------- | --------------------------- | ----- | ----- | ------- | ----- | -- | ---- | --- |
| 2008    | 125cc  | KTM       | Red Bull MotoGP Academy     | 3     | 0     | 0       | 0     | 0  | 1    | 34e |
| 2008    | 125cc  | KTM       | Red Bull KTM 125            | 3     | 0     | 0       | 0     | 0  | 0    | 34e |
| 2009    | 125cc  | Aprilia   | Ongetta Team I.S.P.A.       | 16    | 0     | 1       | 0     | 0  | 73   | 12e |
| 2010    | 125cc  | Aprilia   | Ongetta Team I.S.P.A.       | 15    | 0     | 0       | 0     | 0  | 69   | 14e |
| 2011    | 125cc  | Aprilia   | Red Bull Ajo Motorsport     | 16    | 1     | 3       | 0     | 0  | 161  | 6e  |
| 2012    | Moto3  | Ioda      | IodaRacing Project          | 7     | 0     | 0       | 0     | 0  | 5    | 9e  |
| 2012    | Moto3  | Kalex KTM | Mapfre Aspar Team Moto3     | 8     | 1     | 4       | 2     | 0  | 88   | 9e  |
| 2013    | Moto3  | Kalex KTM | Mapfre Aspar Team Moto3     | 16    | 0     | 4       | 2     | 1  | 183  | 5e  |
| 2014    | Moto2  | Kalex     | AGR Team                    | 18    | 0     | 2       | 1     | 1  | 63   | 15e |
| 2015    | Moto2  | Kalex     | AGR Team                    | 18    | 2     | 4       | 0     | 3  | 163  | 6e  |
| 2016    | Moto2  | Kalex     | Dynavolt Intact GP          | 18    | 1     | 5       | 1     | 1  | 167  | 7e  |
| 2017    | MotoGP | Yamaha    | Monster Yamaha Tech 3       | 13    | 0     | 1       | 0     | 2  | 84   | 10e |
| 2019    | Moto2  | Kalex     | Petronas Sprinta Racing     | 5     | 0     | 0       | 0     | 0  | 0    | 32e |
| 2023    | MotoGP | KTM       | GasGas Tech3 Factory Racing | 6     | 0     | 0       | 0     | 0  | 9    | 25e |
| Totaal  | Totaal | Totaal    | Totaal                      | 162   | 5     | 24      | 6     | 8  | 1066 |     |

#### Per klasse
| Klasse | Seizoenen             | 1e GP                 | 1e podium             | 1e winst              | Races | Winst | Podiums | Poles | SR | Ptn  | Kampioen |
| ------ | --------------------- | --------------------- | --------------------- | --------------------- | ----- | ----- | ------- | ----- | -- | ---- | -------- |
| 125cc  | 2008-2011             | Tsjechië 2008         | Frankrijk 2009        | Groot-Brittannië 2011 | 53    | 1     | 4       | 0     | 0  | 304  | 0        |
| Moto3  | 2012-2013             | Qatar 2012            | Indianapolis 2012     | Tsjechië 2012         | 31    | 1     | 8       | 4     | 1  | 276  | 0        |
| Moto2  | 2014-2016, 2019       | Qatar 2014            | Spanje 2014           | Qatar 2015            | 59    | 3     | 11      | 2     | 5  | 393  | 0        |
| MotoGP | 2017, 2023            | Qatar 2017            | Duitsland 2017        |                       | 19    | 0     | 1       | 0     | 2  | 93   | 0        |
| Totaal | 2008-2017, 2019, 2023 | 2008-2017, 2019, 2023 | 2008-2017, 2019, 2023 | 2008-2017, 2019, 2023 | 162   | 5     | 24      | 6     | 8  | 1066 | 0        |

#### Races per jaar
(vetgedrukt betekent pole positie; cursief betekent snelste ronde)
| Jaar | Klasse | Motor     | 1       | 2       | 3       | 4      | 5       | 6       | 7       | 8       | 9       | 10      | 11      | 12      | 13      | 14      | 15      | 16      | 17      | 18     | 19  | 20  | Pos | Ptn |
| ---- | ------ | --------- | ------- | ------- | ------- | ------ | ------- | ------- | ------- | ------- | ------- | ------- | ------- | ------- | ------- | ------- | ------- | ------- | ------- | ------ | --- | --- | --- | --- |
| 2008 | 125cc  | KTM       | QAT     | SPA     | POR     | CHI    | FRA     | ITA     | CAT     | GBR     | NED     | DUI     | TSJ DNF | SMR 15  | INP 24  | JPN 16  | AUS     | MAL 17  | VAL 18  |        |     |     | 34  | 1   |
| 2009 | 125cc  | Aprilia   | QAT 6   | JPN 8   | SPA DNF | FRA 2  | ITA 14  | CAT 6   | NED 7   | DUI DNF | GBR DNF | TSJ 12  | INP 12  | SMR 9   | POR 14  | AUS 14  | MAL DNF | VAL DNF |         |        |     |     | 12  | 73  |
| 2010 | 125cc  | Aprilia   | QAT 15  | SPA DNF | FRA 13  | ITA 11 | GBR 15  | NED 10  | CAT 9   | DUI 16  | TSJ 4   | INP 9   | SMR 11  | ARA 8   | JPN DNF | MAL DNS | AUS     | POR 4   | VAL DNF |        |     |     | 14  | 69  |
| 2011 | 125cc  | Aprilia   | QAT 5   | SPA 2   | POR 5   | FRA 6  | CAT 3   | GBR 1   | NED 8   | ITA DNF | DUI 7   | TSJ DNS | INP 9   | SMR 9   | ARA 10  | JPN 6   | AUS DNF | MAL 6   | VAL 5   |        |     |     | 6   | 161 |
| 2012 | Moto3  | Ioda      | QAT DNF | SPA WD  | POR     | FRA 11 | CAT DNF | GBR DNF | NED DNF | DUI DNF | ITA DNF |         |         |         |         |         |         |         |         |        |     |     | 9   | 93  |
| 2012 | Moto3  | Kalex KTM |         |         |         |        |         |         |         |         |         | INP 3   | TSJ 1   | SMR 6   | ARA 3   | JPN DNF | MAL 3   | AUS 11  | VAL DNF |        |     |     | 9   | 93  |
| 2013 | Moto3  | Kalex KTM | QAT 5   | AME 4   | SPA 3   | FRA 4  | ITA 6   | CAT DNS | NED 6   | DUI 8   | INP 4   | TSJ 3   | GBR 6   | SMR DNF | ARA 7   | MAL 8   | AUS 6   | JPN 3   | VAL 2   |        |     |     | 5   | 183 |
| 2014 | Moto2  | Kalex     | QAT 11  | AME DNF | ARG 16  | SPA 3  | FRA 6   | ITA 3   | CAT DNF | NED 23  | DUI DNF | INP 18  | TSJ 15  | GBR DNF | SMR 19  | ARA 23  | JPN 12  | AUS 15  | MAL 9   | VAL 13 |     |     | 15  | 63  |
| 2015 | Moto2  | Kalex     | QAT 1   | AME 16  | ARG 9   | SPA 1  | FRA DNF | ITA DNF | CAT 7   | NED 7   | DUI 14  | INP 12  | TSJ 6   | GBR 5   | SMR 6   | ARA 4   | JPN 2   | AUS DNF | MAL 3   | VAL 14 |     |     | 6   | 163 |
| 2016 | Moto2  | Kalex     | QAT DNF | ARG 3   | AME 5   | SPA 2  | FRA DNF | ITA 15  | CAT 7   | NED 10  | DUI 2   | OOS 26  | TSJ 1   | GBR 5   | SMR 8   | ARA 10  | JPN DNF | AUS 6   | MAL 3   | VAL 8  |     |     | 7   | 167 |
| 2017 | MotoGP | Yamaha    | QAT 10  | ARG 6   | AME 11  | SPA 8  | FRA 7   | ITA 13  | CAT 6   | NED DNF | DUI 2   | TSJ 10  | OOS DNF | GBR DNS | SMR 9   | ARA 16  | JPN     | AUS     | MAL     | VAL    |     |     | 10  | 84  |
| 2019 | Moto2  | Kalex     | QAT     | ARG     | AME     | SPA    | FRA     | ITA     | CAT 19  | NED 17  | DUI 17  | TSJ 19  | OOS 18  | GBR     | SMR     | ARA     | THA     | JPN     | AUS     | MAL    | VAL |     | 32  | 0   |
| 2023 | MotoGP | KTM       | POR     | ARG     | AME 12  | SPA 17 | FRA 13  | ITA 19  | DUI 17  | NED 14  | GBR     | OOS     | CAT     | SMR     | IND     | JPN     | INA     | AUS     | THA     | MAL    | QAT | VAL | 25  | 9   |